# Lipophaga schultzei
Lipophaga schultzei är en spindeldjursart som först beskrevs av Kraepelin 1908.  Lipophaga schultzei ingår i släktet Lipophaga och familjen Gylippidae. Inga underarter finns listade i Catalogue of Life.